# Urdú
L'urdú és una llengua indoiraniana parlada principalment a l'Índia i al Pakistan. Al Pakistan és considerada la llengua nacional i és oficial amb l'anglès, mentre que a l'Índia és un dels 24 idiomes oficials de l'estat, l'estatus i el patrimoni cultural del qual són reconeguts per la Constitució de l'Índia. Al Nepal, l'urdú està registrat com a dialecte regional i a Sud-àfrica és una llengua protegida a la constitució. També es parla com a llengua minoritària a Afganistan i Bangla Desh, sense cap estatus oficial.

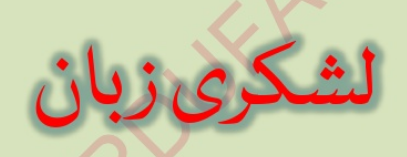
Lashkari Zabān ('llengua de campament militar' o 'llengua hordish') en el guió de Nastaʿlīq

Malgrat la seua condició de llengua nacional del Pakistan, solament uns deu milions de persones en aqueix estat (un 8% de la població total) el parlen com a llengua materna. Aquest percentatge minso, el formen els anomenats mohajir ('emigrants' en urdú), l'elit social i econòmica del Pakistan que procedeix dels refugiats musulmans que van fugir del nord de l'Índia després de la partició de l'antiga Índia britànica el 1947, quan van sorgir els dos estats independents de l'Índia i el Pakistan.
Com a llengua parlada, l'urdú és pràcticament indistingible de l'hindi, llengua nacional de l'Índia. La diferència entre les dues llengües és que l'urdú s'escriu amb una forma lleugerament adaptada de l'alfabet persa, variant al seu torn de l'alfabet àrab, i és la llengua escrita usada pels parlants musulmans. L'hindi, per contra, s'escriu amb l'alfabet devanagari, originàriament emprat per al sànscrit, i és la llengua escrita usada pels parlants hindús. Encara que l'idioma col·loquial és pràcticament el mateix, la norma culta de l'urdú fa ús de nombrosos termes d'origen àrab i persa, mentre que l'hindi recorre, en estils formals, al sànscrit com a font de vocabulari culte. La forma parlada comuna de l'urdú i l'hindi es denomina sovint hindustànic.
L'urdú i l'hindi comparteixen una base indoària, però l'urdú s'associa amb l'estil de l'escriptura de la cal·ligrafia persa nastaliq i es llegeix de dreta a esquerra, mentre que l'hindi s'assembla al sànscrit i es llegeix d'esquerra a dreta. Les primeres influències lingüístiques en el desenvolupament de l'urdú probablement hagin començat amb la conquesta musulmana de Sind en l'any 711. La llengua va començar a evolucionar a partir de contactes amb el farsi i l'àrab durant les invasions de les forces perses i túrquiques al subcontinent indi a partir del segle xi. L'urdú es va desenvolupar en forma més decisiva durant el Sultanat de Delhi (1206-1526) i l'Imperi mogol (1526-1858). Quan el Sultanat de Delhi es va expandir cap al sud fins a l'altiplà de Deccan, la llengua literària es va veure influenciada per les llengües que es parlaven al sud: panyabí i hariani, i pel sufí i el llenguatge usat en la cort. Els primers versos daten del segle xv, i l'època daurada de la poesia urdú va tenir lloc als segles xviii i xix. La prosa religiosa urdú es remunta a diversos segles, mentre que l'escriptura secular florí a partir del segle xix. L'urdú modern és l'idioma nacional del Pakistan i també és parlat per milions de persones a l'Índia.
El 1837, l'urdú es va convertir en una llengua oficial de la Companyia Britànica de les Índies Orientals, i va substituir el persa al nord de l'Índia durant el domini de la companyia; el persa havia servit fins a aquell moment com a llengua de cort de diversos imperis indoislàmics. Els factors religiosos, socials i polítics van sorgir durant el període colonial europeu que va defensar una distinció entre l'urdú i l'hindi, i van donar lloc a una controvèrsia hindi-urdú.

## Etimologia
El nom urdú va ser utilitzat per primera vegada pel poeta Ghulam Hamdani Mushafi al voltant de 1780 per a l'hindustànic tot i que ell mateix també va utilitzar el terme hindavi en la seva poesia per a definir la llengua. Urdu significa 'exèrcit' en les llengües turqueses. A finals del segle xviii, era conegut com el Zaban-e-Urdu-e-Mualla زبانِ اُرْدُوئے مُعَلّٰی que significa 'llengua dels campaments reials' o 'llengua dels campaments gloriosos'. Abans es coneixia com a hindvi, hindi i hindustànic.

## Identitat cultural

### Índia colonial
Els ambients religiosos i socials a l'Índia de principis del segle XIX van tenir un paper important en el desenvolupament de l'urdú escrit. L'hindi es va convertir en el registre diferent parlat per aquells que intentaven construir una identitat hindú davant el domini colonial. Quan l'hindi es va separar de l'hindustani per crear una identitat espiritual diferent, l'urdú es va emprar per crear una identitat islàmica definitiva per a la població musulmana a l'Índia. L'ús de l'urdú no es limitava només al nord de l'Índia, sinó que també s'havia utilitzat com a mitjà literari per als escriptors indis de la Presidència de Bombai, Bengala, la província d'Orissa i Tamil Nadu.
A mesura que l'urdú i l'hindi es van convertir en mitjans de construcció religiosa i social per als musulmans i els hindús, respectivament, cada registre va desenvolupar la seva pròpia escriptura. Segons la tradició islàmica, l'àrab, la llengua parlada pel profeta Mahoma i pronunciada en la revelació de l'Alcorà, té un significat i un poder espirituals. Com que l'urdú estava pensat com a mitjà d'unificació per als musulmans del nord de l'Índia i més tard del Pakistan, va adoptar una escriptura perso-àrab modificada.

### Pakistan
L'urdú va continuar el seu paper en el desenvolupament d'una identitat pakistanesa quan es va establir la República Islàmica del Pakistan amb la intenció de construir una pàtria per als musulmans de l'Índia colonial. Diverses llengües i dialectes parlats a les regions del Pakistan van produir una necessitat imminent d'una llengua unificadora. L'urdú també es veu com a part del repertori de l'herència cultural i social del Pakistan.
Mentre que l'urdú i l'islam junts van tenir un paper important en el desenvolupament de la identitat nacional del Pakistan, les disputes dels anys cinquanta (especialment les del Pakistan oriental, on el bengalí era la llengua dominant), van desafiar la idea de l'urdú com a símbol nacional i la seva pràctica com a llengua franca. La importància de l'urdú com a símbol nacional va ser minimitzada per aquestes disputes quan l'anglès i el bengalí també van ser acceptats com a llengües oficials a l'antic Pakistan oriental (ara Bangla Desh).

## Estatus oficial

### Pakistan
L'urdú és l'única llengua nacional i una de les dues llengües oficials del Pakistan, juntament amb l'anglès. Es parla i s'entén a tot el país, mentre que les llengües parlades en diverses regions són les llengües provincials, encara que només el 7,57% dels pakistanesos parlen l'urdú com a primera llengua. El seu estatus oficial ha fet que l'urdú s'entengui i es parli àmpliament a tot el Pakistan com a segona o tercera llengua. S'utilitza en l'educació, la literatura, les oficines i la pràctica de la justícia, encara que a la pràctica, s'utilitza l'anglès en comptes de l'urdú als nivells superiors del govern. L'article 251(1) de la Constitució pakistanesa imposa que l'urdú s'usi com a única llengua del govern, tot i que l'anglès continua sent la llengua més feta servir als nivells superiors del govern pakistanès.

### Índia

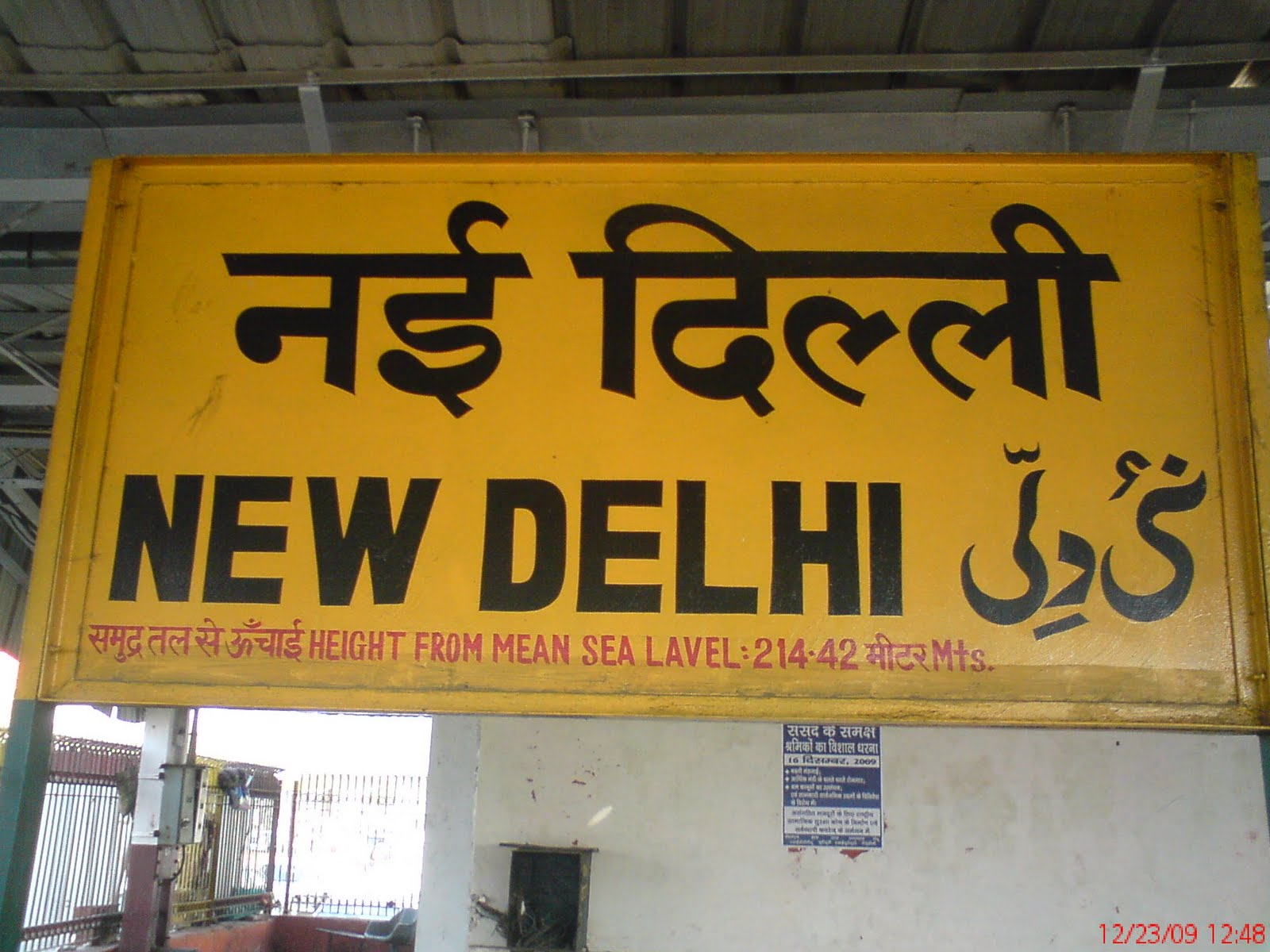
Un tauler multilingüe de l'estació de tren de Nova Delhi. Els textos en urdú i en hindi llegeixen ambdós com: naī dillī.

L'urdú és també una de les llengües oficialment reconegudes a l'Índia i també té l'estatus de "llengua oficial addicional" als estats indis d'Andhra Pradesh, Uttar Pradesh, Bihar, Jharkhand, Bengala Occidental, Telangana i el territori de la capital nacional Delhi. També com una de les cinc llengües oficials de Jammu i Caixmir. A l'antic estat de Jammu i Caixmir, la secció 145 de la Constitució del Caixmir deia: «L'idioma oficial de l'Estat serà l'urdú, però l'idioma anglès, tret que la legislació disposi una altra cosa, continuarà utilitzant-se per a tots els propòsits oficials de l'Estat pel qual s'utilitzava immediatament abans de l'inici de la Constitució»".
L'Índia va establir l'Oficina governamental per a la Promoció de l'Urdu el 1969, tot i que la Direcció Central de l'Hindi es va establir a principis de 1960, i la promoció de l'Hindi està més ben finançada i més avançada, mentre que l'estatus de l'Urdu ha estat soscavat per la promoció. de l'hindi. Les organitzacions privades índies com l'Anjuman-e-Tariqqi Urdu, el Deeni Talimi Council i l'Urdu Mushafiz Dasta promouen l'ús i la preservació de l'urdú, i l'Anjuman va llançar amb èxit una campanya que va reintroduir l'urdú com a llengua oficial de Bihar als anys setanta.

## Alfabet
| Lletra  | Nom           | Pronunciació en l'alfabet fonètic internacional (AFI).                                    |
| ------- | ------------- | ----------------------------------------------------------------------------------------- |
| ا       | alif          | [ə, ɑ] darrera consonant; muda en posició inicial                                         |
| ب       | be            | [b]                                                                                       |
| پ       | pe            | [p]                                                                                       |
| ت       | te            | [t̪] dental                                                                                |
| ٹ       | tte           | [ʈ] retroflexa                                                                            |
| ث       | se            | [s]                                                                                       |
| ج       | dzhīm         | [dʒ]                                                                                      |
| چ       | tshe          | [tʃ]                                                                                      |
| ح       | badi he       | [h]                                                                                       |
| خ       | je            | [x]                                                                                       |
| د       | dāl           | [d̪] dental                                                                                |
| ڈ       | ddāl          | [ɖ] retroflexa                                                                            |
| ذ       | zāl           | [z]                                                                                       |
| ر       | re            | [r̪] dental                                                                                |
| ڑ       | arr           | [ɽ] retroflexa                                                                            |
| ز       | ze            | [z]                                                                                       |
| ژ       | zhe           | [ʒ]                                                                                       |
| س       | sīn           | [s]                                                                                       |
| ش       | shīn          | [ʃ]                                                                                       |
| ص       | suād          | [s]                                                                                       |
| ض       | zuād          | [z]                                                                                       |
| ط       | toe           | [t]                                                                                       |
| ظ       | zoe           | [z]                                                                                       |
| ع       | aein          | [ɑ] darrera consonant; en altres posicions [ʔ], [ə], o muda                               |
| غ       | ghain         | [ɣ]                                                                                       |
| ف       | fe            | [f]                                                                                       |
| ق       | qāf           | [q]                                                                                       |
| ک       | cāf           | [k]                                                                                       |
| گ       | gāf           | [g]                                                                                       |
| ل       | lām           | [l]                                                                                       |
| م       | mīm           | [m]                                                                                       |
| ن       | nūn           | [n] o una vocal nasal                                                                     |
| و       | vāo           | [v, u, ʊ, o, ɔ, ow]                                                                       |
| ہ, ﮩ, ﮨ | tshottī he    | [ɑ] al final d'una paraula, en altres posicions [h] o muda                                |
| ھ       | do tshasmī he | indica que la consonant precedent es aspirada (p, t, tsh, c) o xiuxiuejada (b, d, dzh, g) |
| ی       | tshottī ye    | [j, i, ɪ, e, ɛ, ej]                                                                       |
| ے       | badī ye       | [eː]                                                                                      |
| ء       | hamzah        | [ʔ] o muda                                                                                |

## Cantants en urdú
- Ali Noor.
- Zayn Malik.